# 藤川真弓
藤川 真弓（ふじかわ まゆみ、1946年7月27日 - ）は、日本のヴァイオリニスト。現在はロンドン在住。

## 略歴
北海道旭川市出身。3歳から小学校教諭の父親にヴァイオリンの手ほどきを受ける。桐朋女子高校で斉藤秀雄、宗倫安らに師事。卒業後ベルギー王立音楽院に留学し、フランツ・ヴィジー、レオニード・コーガンに師事。その後ヘンリク・シェリングの薫陶も受けた。
1966年日本音楽コンクールバイオリン部門2位。1970年ベルギー国際ヴュータン・コンクール1位、チャイコフスキー国際コンクールで2位となり、翌年ユージン・オーマンディ指揮のフィラデルフィア管弦楽団でアメリカデビュー。以後欧米を中心に演奏活動を続ける傍ら、2年に1度のペースで帰国。NHK交響楽団・札幌交響楽団・京都市交響楽団などと共演。海外で通用する数少ない日本人ソリストの1人で、第7回・9回のチャイコフスキーコンクールでは審査員も努めた。代表盤には『モーツァルト協奏曲全集（79・80年録音）』など。